# Vladimir Durković
Vladimir Durković (en serbi: Владимир Дурковић; 6 de novembre de 1937 - 22 de juny de 1972) fou un futbolista serbi de la dècada de 1960.
Fou 50 cops internacional amb la selecció iugoslava amb la qual participà en el Mundial de 1962.
Guanyà la medalla d'or als Jocs Olímpics de 1960.
Pel que fa a clubs, defensà els colors d'Estrella Roja de Belgrad, Borussia Mönchengladbach i AS Saint-Étienne.
Va morir per un tret per error d'un policia a Sion, Suïssa, el juny de 1977 a l'edat de 34 anys.

## Palmarès
Estrella Roja de Belgrad
- Lliga iugoslava de futbol: 1955-56, 1956-57, 1958-59, 1959-60, 1963-64
- Copa iugoslava de futbol: 1957-58, 1958-59, 1963-64
- Copa Mitropa: 1958

AS Saint-Etienne
- Ligue 1: 1967-68, 1968-69, 1969-70
- Copa francesa de futbol: 1967-68, 1969-70

Iugoslàvia
- Medalla d'or als Jocs Olímpics de 1960